# Coalició Blava
Coalició Blava (en búlgar Синята коалиция, Sinyata koalitsia, SK) va ser una coalició política de Bulgària, fundada a principis de 2009 pels partits de centredreta, principalment la Unió de Forces Democràtiques (UDF) i Demòcrates per una Bulgària Forta (DSB). Era membre del Partit Popular Europeu i del grup polític del Parlament Europeu PPE-DE.
A les eleccions legislatives búlgares de 2009 es presentà per primer cop i va obtenir el 6,75% dels vots i 15 escons, mentre que a les eleccions europees de 2009 va obtenir el 7,95% i un escó d'eurodiputat per a Nadezhda Mihaylova. La coalició es va quedar a un centenar de vots del segon eurodiputat, que es va endur el NDSV.
Les eleccions presidencials d'octubre de 2011 van ser un desastre per a la coalició. El seu candidat, Rumen Hristov, només va aconseguir l'1,95% dels vots populars. Van sorgir fortes fractures a la coalició, ja que l'SDS i el DSB no van aconseguir un consens sobre els candidats a les eleccions municipals, també celebrades a l'octubre.
El 15 de maig de 2012, el Consell Nacional de la Unió de Forces Democràtiques va votar 49-34 per abandonar la Coalició Blava i quedar-se sol a les properes eleccions parlamentàries. Aquesta mesura es va produir després que les negociacions entre les dues grans potències de la coalició, SDS i DSB, van concloure que la coalició s'havia de dissoldre. Amb l'SDS fora de la coalició, la DBS va decidir d'igual forma concórrer en solitari, posant fi a la Coalició Blava.

## Membres
| Partit | Partit                                | Ideologia               | Pos.           | Afiliació |
| ------ | ------------------------------------- | ----------------------- | -------------- | --------- |
|        | Unió de Forces Democràtiques          | Conservadorisme         | Centredreta    | EPP       |
|        | Demòcrates per una Bulgària Forta     | Conservadorisme liberal | Centredreta    | EPP       |
|        | Agraris Units                         | Agrarisme               | Centredreta    | N/D       |
|        | Partit Socialdemòcrata Búlgar         | Socioliberalisme        | Centreesquerra | N/D       |
|        | Partit Radical Democràtic de Bulgària | Liberalisme             | Centredreta    | N/D       |

## Resultats electorals

### Assemblea Nacional
| Any  | Vots    | %    | Escons   | +/- |
| ---- | ------- | ---- | -------- | --- |
| 2009 | 285,662 | 6.76 | 15 / 240 | Nou |

### Presidencials
| Any  | Candidat      | 1a volta | 1a volta   | 1a volta | 2a volta | 2a volta | 2a volta |
| Any  | Candidat      | Vots     | %          | Pos.     | Vots     | %        | Resultat |
| ---- | ------------- | -------- | ---------- | -------- | -------- | -------- | -------- |
| 2011 | Rumen Hristov | 65,761   | 1,95 / 100 | 6è       |          |          | Derrota  |

### Parlament Europeu
| Any  | Vots    | %    | Escons | +/- |
| ---- | ------- | ---- | ------ | --- |
| 2009 | 204,817 | 7.95 | 1 / 17 | Nou |